# CS Sportul Studențesc Bucarest
Le CS Sportul Studențesc Bucarest est un club omnisports de Bucarest en Roumanie. Sa section de hockey sur glace évolue dans la Superliga Națională.

## Historique
Le club omnisports est créé en 1916, la section hockey sur glace date 1999.